# (39275) 2001 AV37
(39275) 2001 AV37 è un asteroide troiano di Giove del campo greco. Scoperto nel 2001, presenta un'orbita caratterizzata da un semiasse maggiore pari a 5,234895 UA e da un'eccentricità di 0,085579, inclinata di 18,001926° rispetto all'eclittica. Ha un diametro di 20,731 km e un'albedo di 0,071.